# 知覧町
知覧町（ちらんちょう）は、鹿児島県薩摩半島の南部中央に存在した町で、川辺郡に属していた。2007年12月1日に川辺郡川辺町、揖宿郡頴娃町と合併し南九州市となった。
知覧麓には武家屋敷が残っており「薩摩の小京都」と呼ばれる。第二次世界大戦中には大日本帝国陸軍特別攻撃隊の飛行場が置かれ、飛行場跡地には特別攻撃隊に関する資料を展示した知覧特攻平和会館がある。

## 地理
鹿児島市から南南西へ約36km、薩摩半島の南端部に位置する。町域の南部は東シナ海に面する。町域北部の内陸部が中心地域となっている。
- 山：母ヶ岳、知覧岳、大隣山
- 河川：麓川、永里川、永沢川、竹迫川、加治佐川、

### 隣接していた自治体
- 鹿児島市
- 枕崎市
- 頴娃町
- 川辺町

## 歴史
江戸時代は島津氏の傍流、佐多島津氏による統治が行われた。主に享保年間に島津久峰の統治下で上級武士の住居と外敵からの防御を兼ねた武家屋敷が築かれた。
1941年には町内に陸軍知覧飛行場が完成した。その後、太平洋戦争末期の沖縄戦では、知覧飛行場は本土最南端の神風特別攻撃隊の出撃地となった。

### 行政区域の変遷
- 1889年4月1日 町村制施行により、給黎郡郡村・厚地村・永里村・瀬世村・西元村・塩屋村・東別府村・南別府村が合併し知覧村発足。
- 1897年4月1日 郡区画改正により、川辺郡に属する[1]。
- 1932年4月1日 町制施行し知覧町となる。
- 2007年12月1日 川辺町・頴娃町と合併し南九州市となる。

## 行政

### 県の行政機関
- 鹿児島県警察：知覧警察署 :知覧交番

### 国の行政機関
- 鹿児島地方裁判所知覧支部
- 鹿児島家庭裁判所知覧支部
- 知覧簡易裁判所
- 熊本国税局知覧税務署
- 自衛隊鹿児島地方協力本部知覧分駐所（知覧町役場内）

## 姉妹都市・提携都市

### 国内
- 平川市（旧平賀町）（青森県）
  - 2000年1月1日友好親善交流盟約

## 経済

### 産業
- 農産
  - 知覧茶、知覧紅、コガネセンガン（黄金千貫）

### 工業
- 日亜化学工業株式会社 K工場　K-PLANT （知覧工場）
- 株式会社日本計器鹿児島製作所
- 東京エンプラ商事鹿児島株式会社
- 高槻電器工業株式会社 知覧事業所

## 地域
- 総人口 13,887 人
- 男性人口 6,349 人
- 女性人口 7,538 人
- 年少人口 2,100 人
- 生産年齢人口 7,609 人
- 老齢人口 4,177 人
  - 総務省統計局「平成12年国勢調査」より

### 教育

#### 高等学校

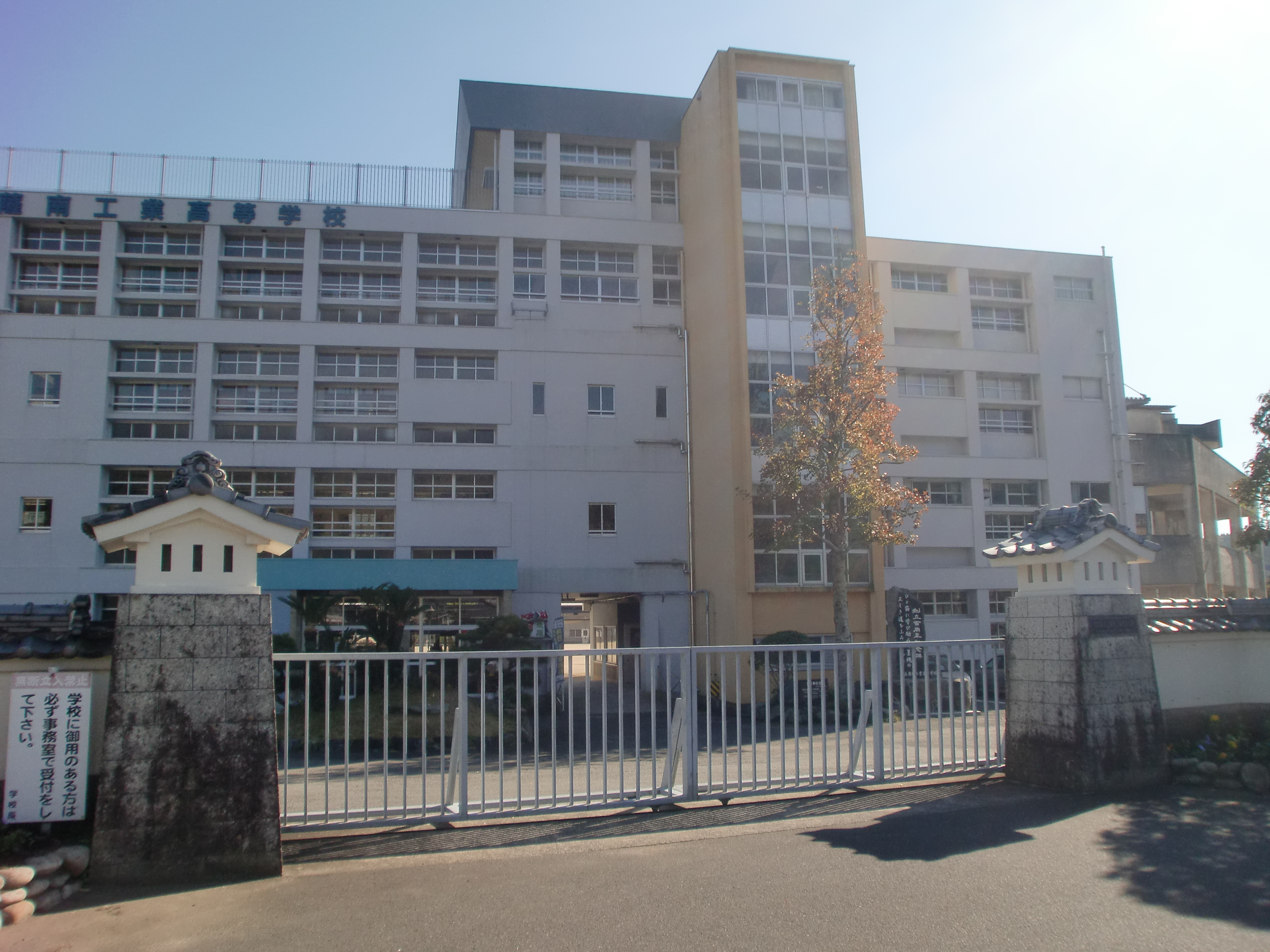
鹿児島県立薩南工業高等学校

#### 中学校
町立

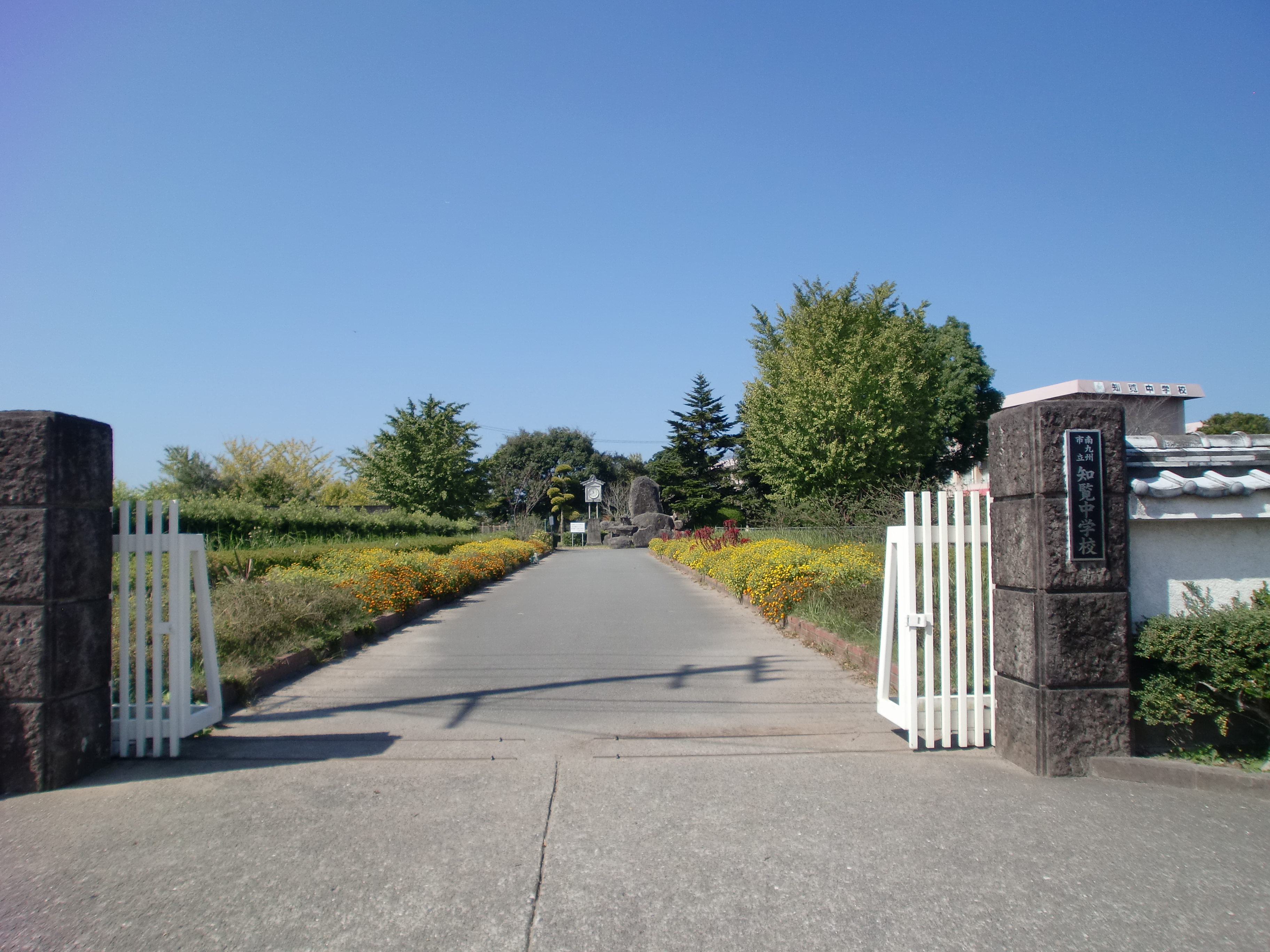
知覧中学校

#### 小学校
町立

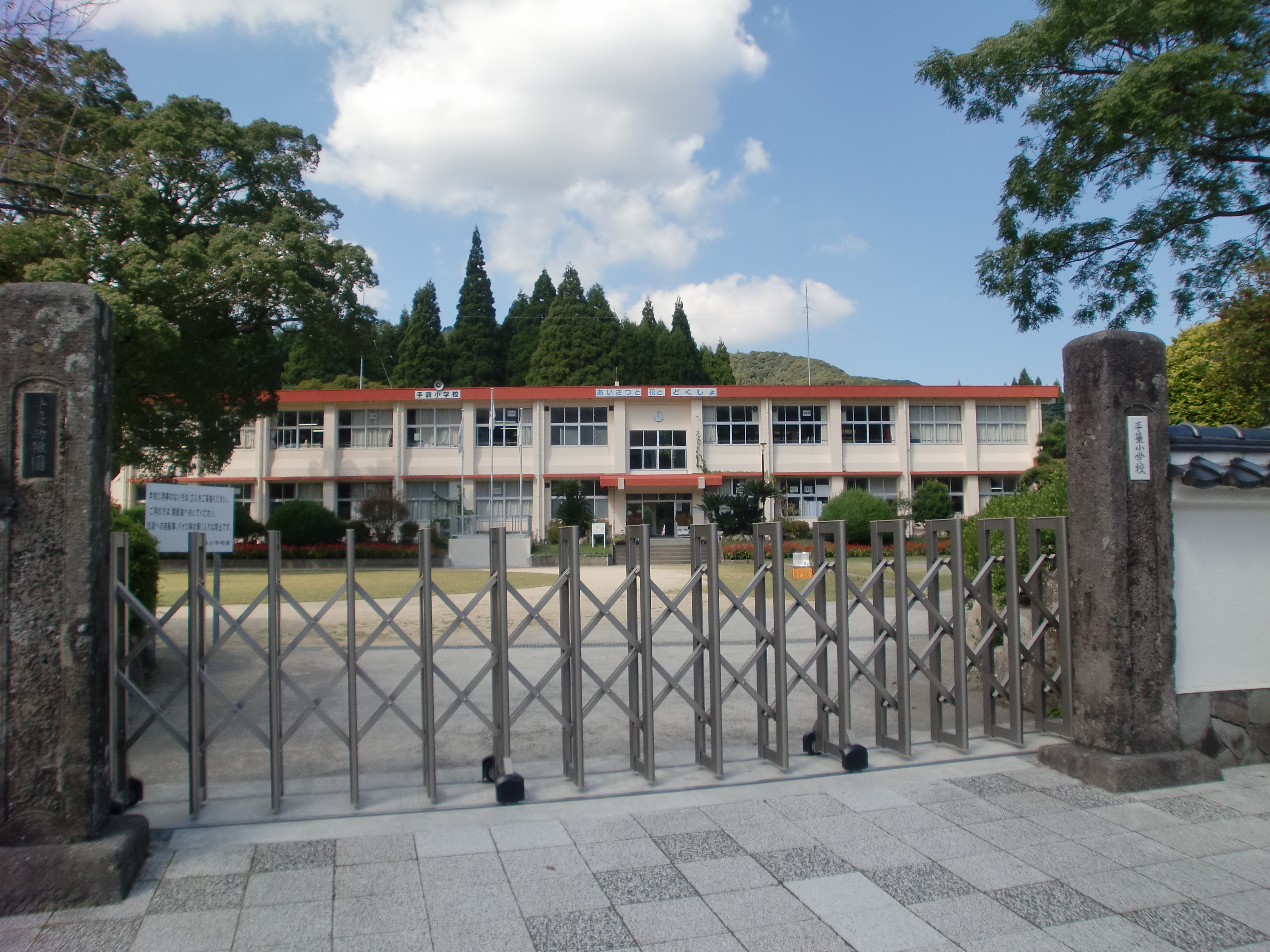
手蓑小学校
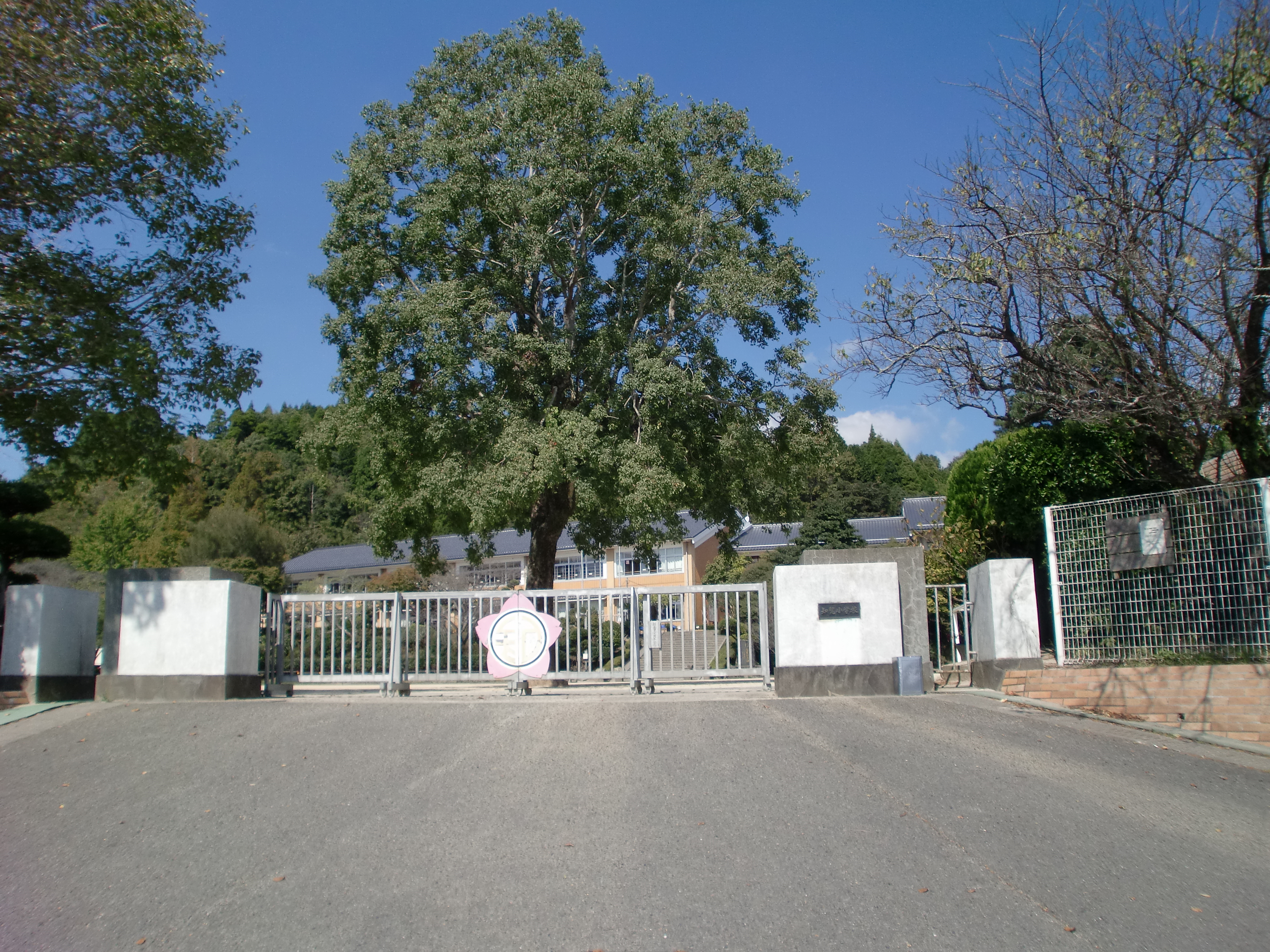
知覧小学校
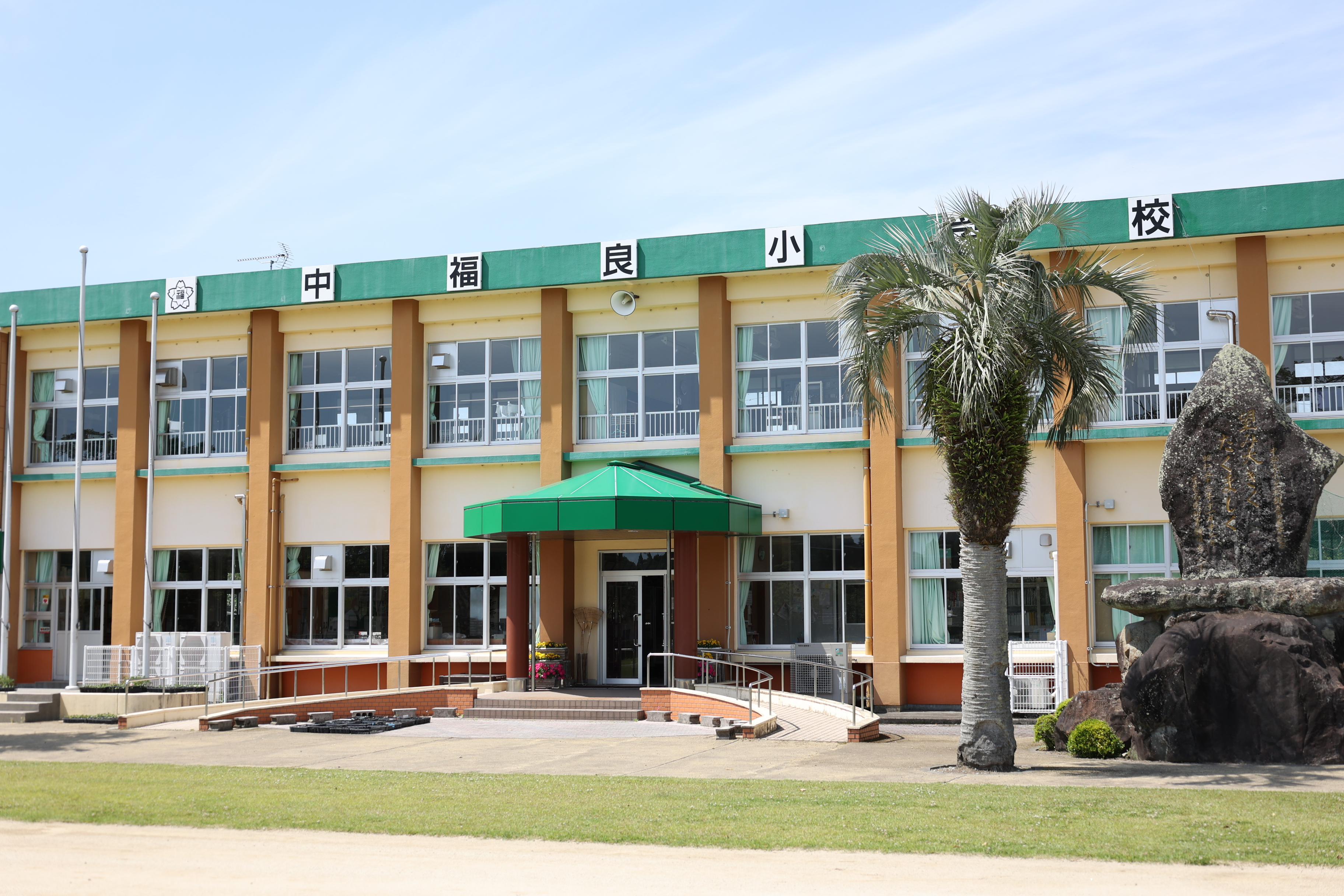
中福良小学校
浮辺小学校
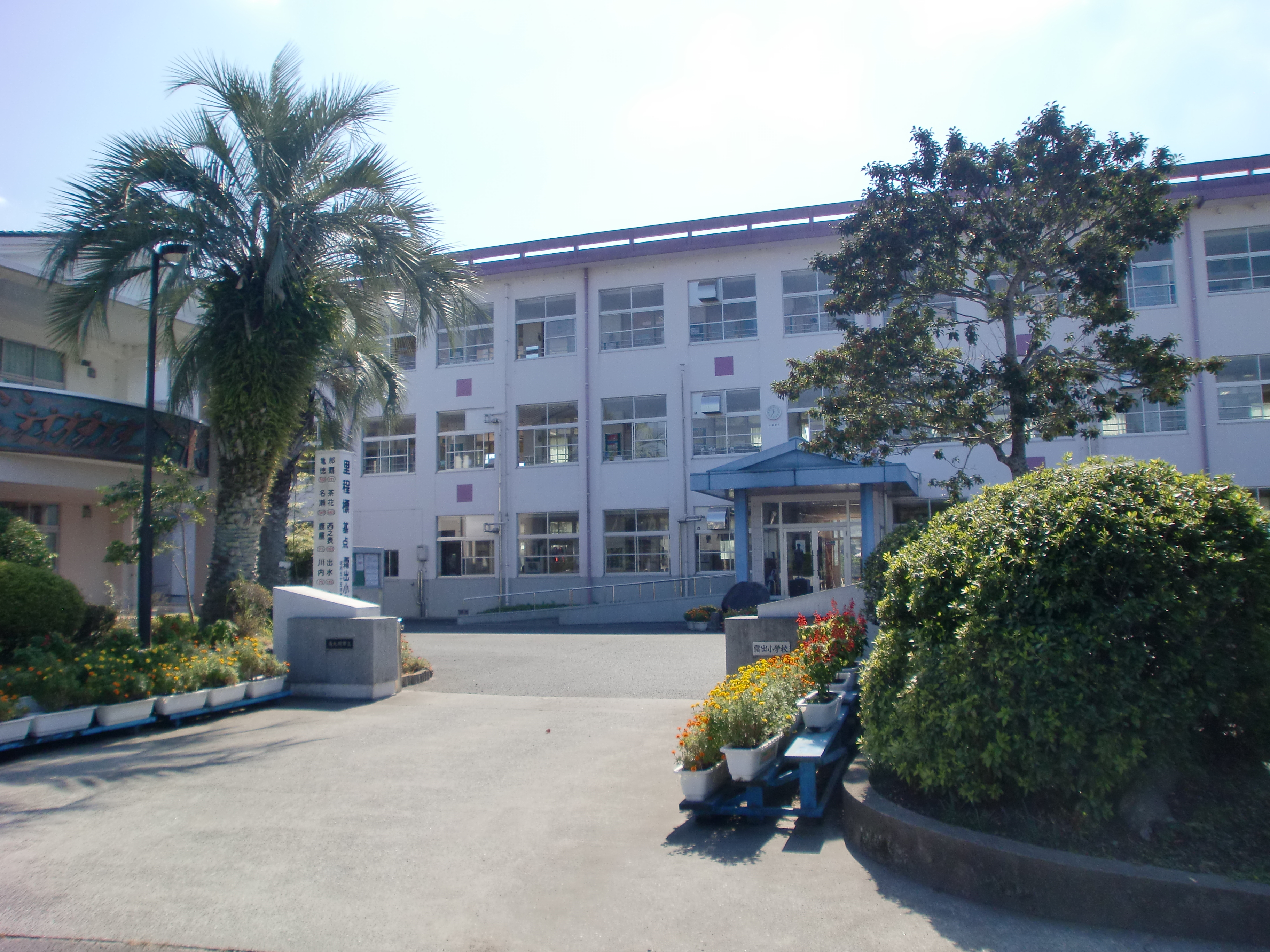
霜出小学校
松山小学校
松ヶ浦小学校

### 電話番号
市外局番は町内全域が「0993」。市内局番が「5X」 - 「8X」の地域との通話は市内通話料金で利用可能（加世田MA）。収容局は知覧局、知覧瀬世局、知覧松山1局、知覧町塩屋局。

### 郵便番号
郵便番号は、塩屋・南別府を除く町内全域が「897-03xx」（知覧郵便局）、塩屋・南別府は「891-09xx」（塩屋郵便局）である。

## 交通
- 最寄り空港は枕崎飛行場だが、現在定期便がないため鹿児島空港が実質的な最寄空港である。

### 鉄道路線
- 九州旅客鉄道（JR九州）
  - 指宿枕崎線：松ケ浦駅 - 薩摩塩屋駅

#### かつて存在した鉄道
- 鹿児島交通（1965年廃止）
  - 知覧線：城ヶ崎駅 - 知覧駅

### バス路線
- 鹿児島交通

### 道路

#### 有料道路
- 指宿スカイライン
  - 知覧インターチェンジ

#### 一般国道
- 国道226号

#### 県道（主要地方道）
- 鹿児島県道23号谷山知覧線
- 鹿児島県道27号頴娃川辺線
- 鹿児島県道29号石垣加世田線
- 鹿児島県道34号枕崎知覧線

#### 一般県道
- 鹿児島県道232号知覧喜入線
- 鹿児島県道262号霜出南別府線
- 鹿児島県道263号霜出川辺線

## 名所・旧跡・観光スポット・祭事・催事

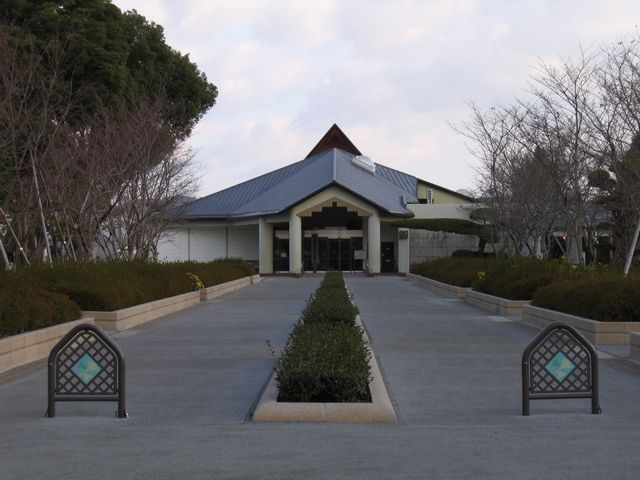
知覧特攻平和会館

- 知覧特攻平和会館
太平洋戦争で活躍した戦闘機や、陸軍沖縄戦で戦死した1,036名の特攻隊員の遺影や遺書・手紙などの遺品が展示されている。また、平和会館に通ずる道には慰霊のための灯篭が建立されている（平成18年10月30日現在1,082基）。
- 知覧城跡（国の史跡）
- 知覧ミュージアム
- 知覧武家屋敷通り（重要伝統的建造物群保存地区）
- ほたる館
- 小京都ふるさとまつり
- 十五夜ソラヨイ
- ねぷた祭in知覧（青森県平川市（旧平賀町）との友好事業、扇形）

## 著名な出身者
- 塗木弘幸（南九州市長）
- 鳥濱トメ（食堂経営者）：「特攻の母」とよばれている。
- 赤﨑勇（化学工学者）：2014年ノーベル物理学賞受賞
- 佐藤博（ミュージシャン）
- 赤﨑千夏[2]（声優）

## その他
- 日本の道100選：武家屋敷通り
- 人と自然が織りなす日本の風景百選：薩摩半島の「麓集落」
- 映画『俺は、君のためにこそ死ににいく』